# Lasioglossum malachurum
Lasioglossum malachurum là một loài Hymenoptera trong họ Halictidae. Loài này được Kirby mô tả khoa học năm 1802.

## Hình ảnh

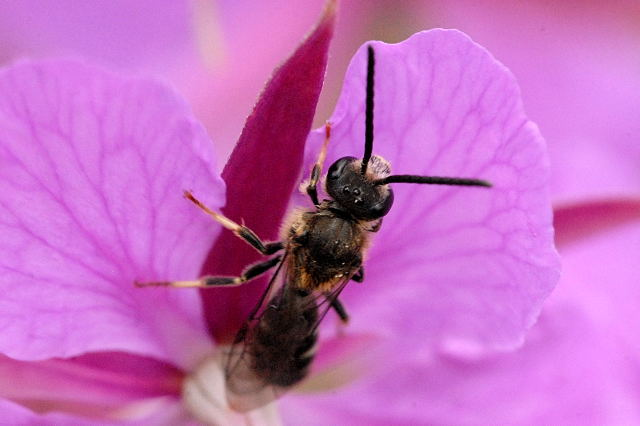
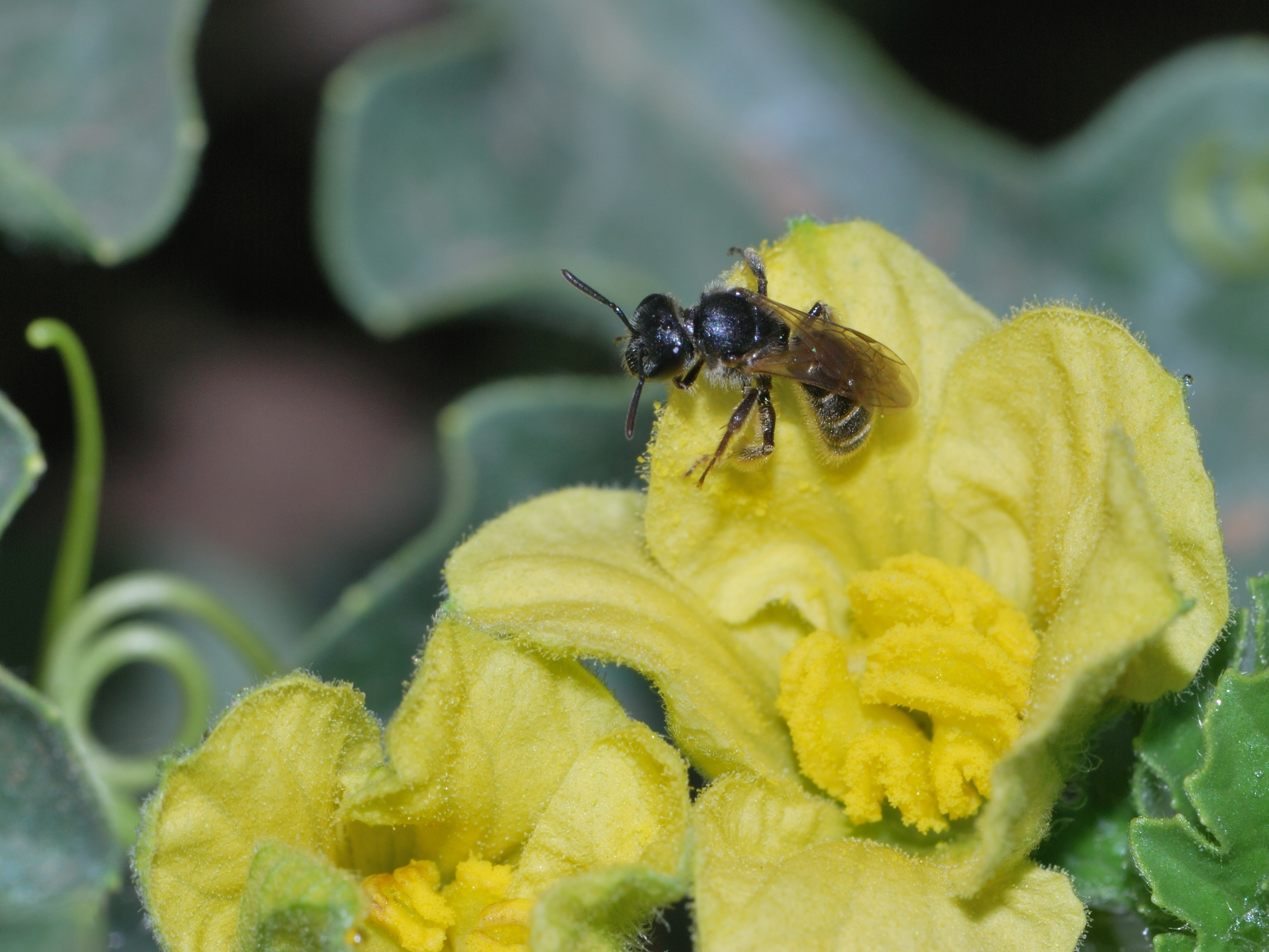
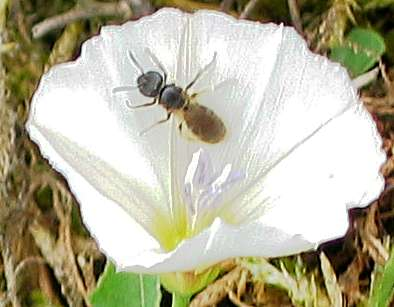